# ريو فوكودمي
ريو فوكودٌمي (باليابانية: 福留 亮) (مواليد 26 يونيو 1978)، هو لاعب كرة قدم ياباني سابق كان يلعب كمهاجم.

## وصلات خارجية
- ريو فوكودمي على موقع رابطة كرة القدم اليابانية للمحترفين (اليابانية)